# Palais Hoyos-Sprinzenstein

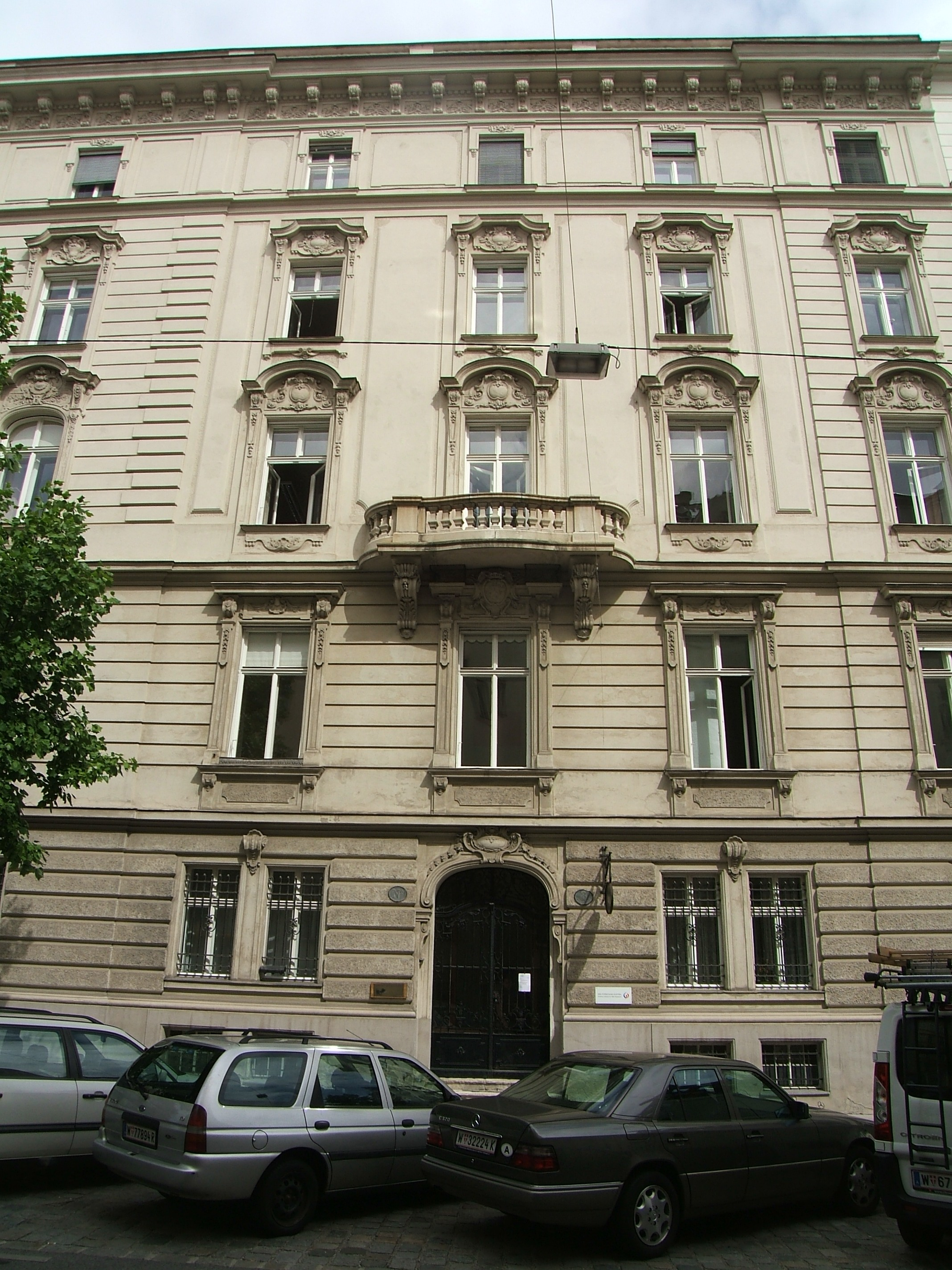
Palais Hoyos-Sprinzenstein

Das Palais Hoyos-Sprinzenstein befindet sich im 4. Wiener Gemeindebezirk Wieden, Hoyosgasse 5–7. Es trägt seinen Namen nach seinem Erbauer, dem Adelsgeschlecht Hoyos-Sprinzenstein.

## Geschichte
Das späthistoristische Mietpalais wurde in zwei Etappen erbaut. 1899 errichtete das Architekturatelier Bauqué und Pio den Trakt Gußhausstraße 8, der von Heinrich und Franz Glaser ausgeführt wurde. 1901 wurde der Trakt Mattiellistraße von Viktor Siedek geplant und von dem Baumeister Karl Stiegler ausgeführt. Das Palais ist heute ein Wohnhaus.

## Beschreibung
Der an drei Seiten freistehende fünfgeschoßige Bau ruht auf einem genuteten Sockelgeschoß. Flache, genutete Eckrisalite mit geschwungenen Balkonen mit Steinbrüstungen umfangen die Fassade. Ein Rundbogenportal mit einem Vordach aus Schmiedeeisen ist mittig angeordnet. Das zweite Geschoß ist ebenfalls genutet und besitzt eine gerade Fensterverdachung. Die beiden mittleren Fensterachsen liegen etwas weiter auseinander als die jeweils drei, seitlich angeordneten Achsen und werden von einem genuteten Fassadenfeld, das sich über das dritte und vierte Geschoß erstreckt, eingefasst. Diese beiden Geschoße haben geschweifte Fensterverdachungen und reichen barockisierenden Bauschmuck. Kordongesimse ziehen sich um die drei Fassadenseiten. Das von Konsolen getragene kräftige Kranzgesims verdeckt eine Attikabrüstung.